# Saint-Michel-Escalus
 Saint-Michel-Escalus  (en occitano Sent Miquèu-Escalús) es una población y comuna francesa, situada en la región de Aquitania, departamento de Landas, en el distrito de Dax y cantón de Castets.

## Demografía
| 178 | 161 | 153 | 134 | 161 | 231 |
| Para los censos de 1962 a 1999 la población legal corresponde a la población sin duplicidades (Fuente: INSEE [Consultar]) |     |     |     |     |     |